# El Potosí
El Potosí är en ort i Mexiko.   Den ligger i kommunen Poanas och delstaten Durango, i den centrala delen av landet, 700 km nordväst om huvudstaden Mexico City. El Potosí ligger 1 880 meter över havet och antalet invånare är 680.
Terrängen runt El Potosí är en högslätt. Runt El Potosí är det ganska glesbefolkat, med 21 invånare per kvadratkilometer. Närmaste större samhälle är Nombre de Dios, 18,3 km sydväst om El Potosí. Omgivningarna runt El Potosí är i huvudsak ett öppet busklandskap.